# Marcus Valerius Homullus
Marcus Valerius Homullus war ein im 2. Jahrhundert n. Chr. lebender römischer Politiker.
Durch zwei Militärdiplome, die auf den 1. März 152 datiert sind, ist belegt, dass Homullus 152 zusammen mit Manius Acilius Glabrio ordentlicher Konsul war.